# Série 7000 (Metrô de Madrid)

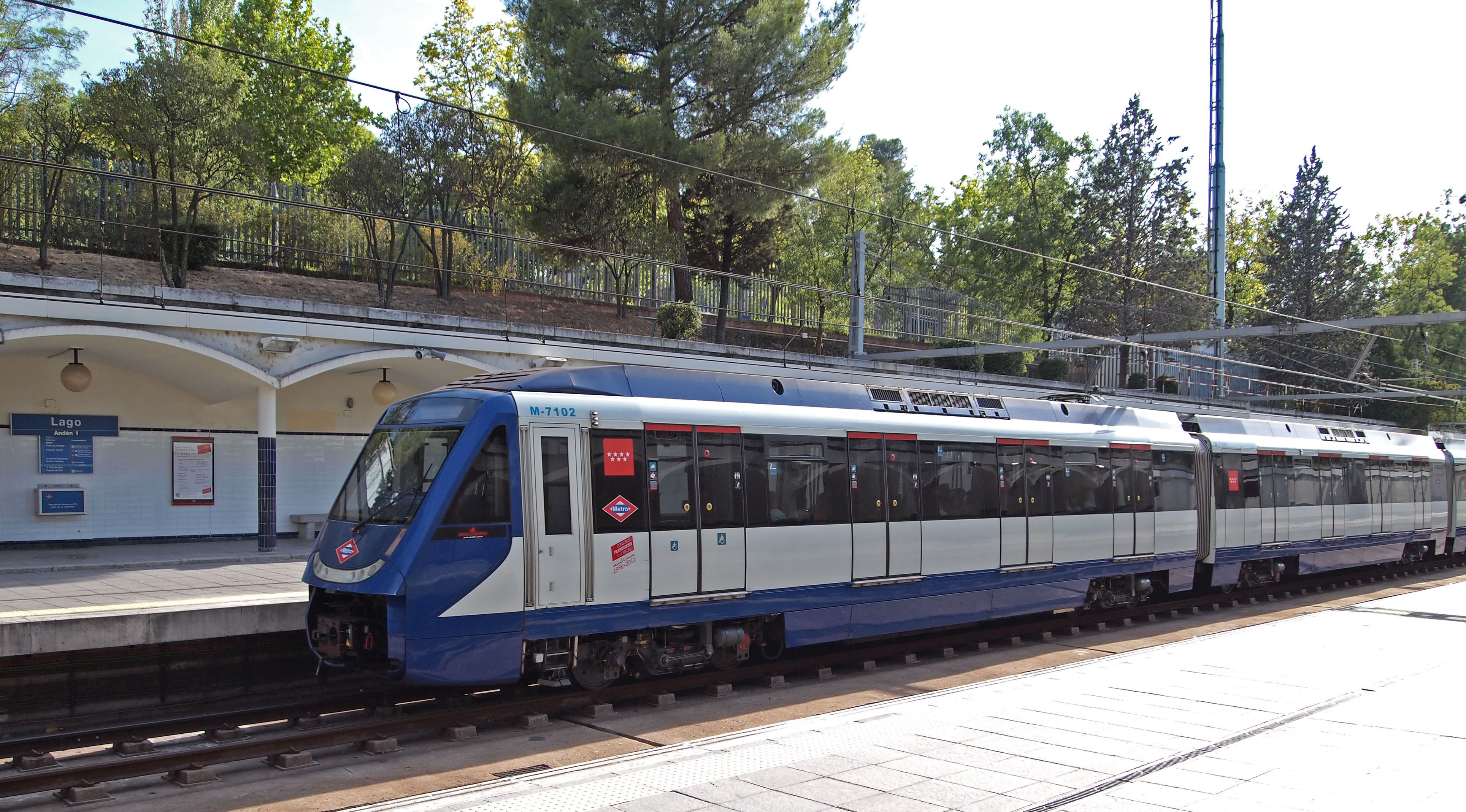
"Série 7000" na estação Lago

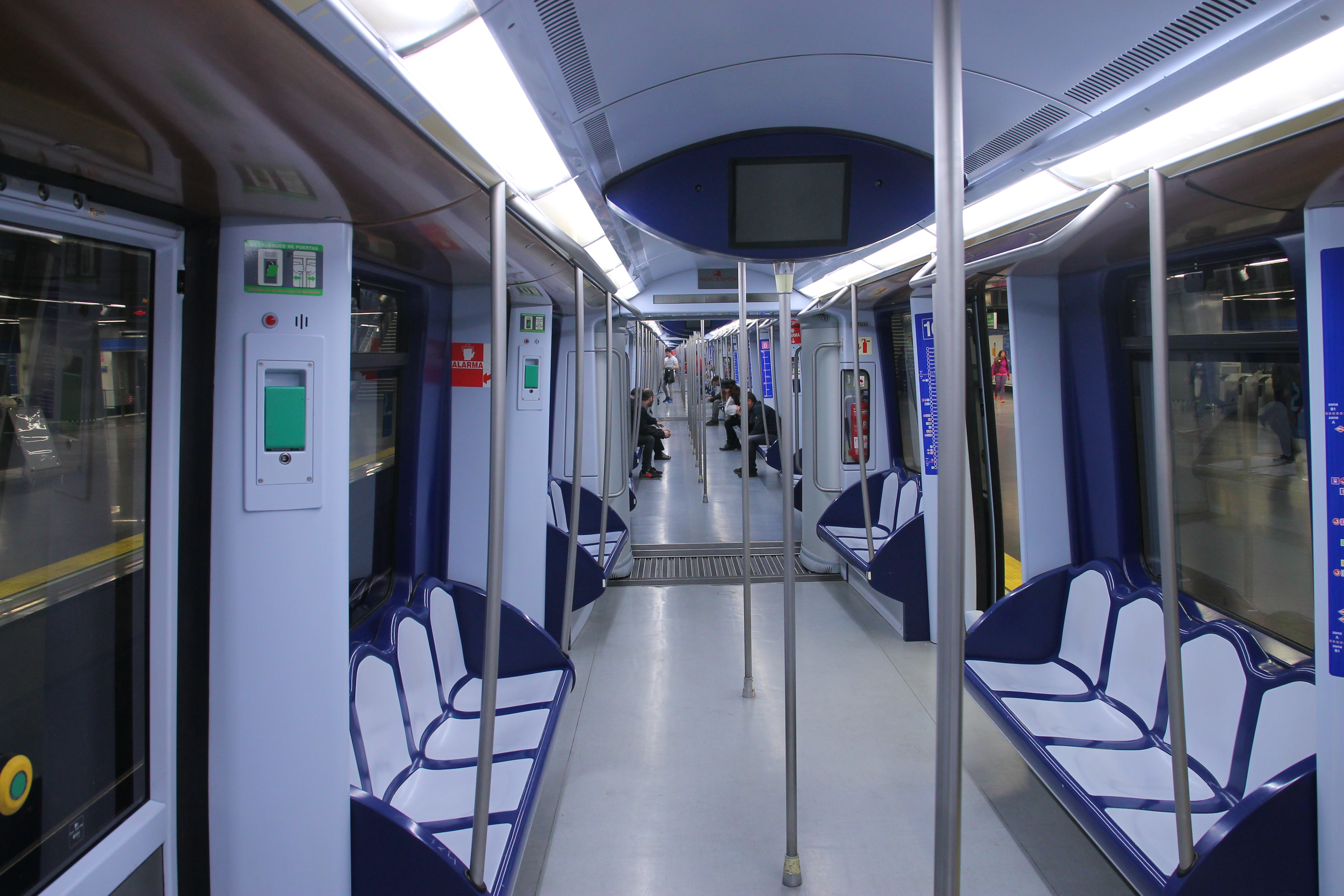
Vista interna

A Série 7000 é um tipo de automotora fabricada pela empresa italiana AnsaldoBreda, utilizada no Metro de Madrid.

## Características
- Comprimento unidade automotora com cabine 17.090 mm
- Comprimento unidade automotora sem cabine 16.880 mm
- Comprimento reboque 16.880 mm
- Altura 2.880 mm
- Total de passageiros por trem (6 vagões) 1260
- Nº de portas por vagão 8